# Vespa sessilis
Vespa sessilis är en getingart som beskrevs av Olivier 1792. Vespa sessilis ingår i släktet bålgetingar, och familjen getingar. Inga underarter finns listade i Catalogue of Life.